# عبد الهادي (اسم)
عبد الهادي هو اسم عربي يطلق على الذكور، وهو مستخدم في العهد الحديث كإسم وكلقب. وهو مكون من جزأين «عبد» و «الهادي». الهادي وهي اسم من أسماء الله الحسنى المذكورة في القرآن الكريم.
الأشخاص المسمون بعبد الهادي (اسم أو لقب) :

## الأشخاص
- عوني عبد الهادي (1889-1970)، سياسي فلسطيني.
- عبد الهادي التازي (مواليد 1921)، دوبلوماسي مغربي.
- عبد الهادي الجزار (1925–1966)، فنان تشكيلي مصري.
- مهدي عبد الهادي (مواليد 1944)، محامي فلسطيني.
- عبد الهادي خلف (سياسي بحريني)، (مواليد 1945) ناشط سياسي بحريني.
- عبد الهادي أوانج (مواليد 1947)، سياسي ماليزي.
- زين عبد الهادي (مواليد 1956)، صحفي وروائي مصري.
- عبد الهادي الخواجة (مواليد 1962)، ناشط سياسي بحريني.
- عبد الهادي المحارمة (مواليد 1983)، لاعب كرة قدم أردني.
- عبد الهادي محبوبة (وفايات 2005)، أكاديمي عراقي.
- طرب عبد الهادي (1910–1976) ناشطة فلسطينية مسلمة.

## أماكن
- قصر عبد الهادي في نابلس، فلسطين.